# Heterophleps taiwana
Heterophleps taiwana är en fjärilsart som beskrevs av Alfred Ernest Wileman 1911. Heterophleps taiwana ingår i släktet Heterophleps och familjen mätare. Inga underarter finns listade i Catalogue of Life.